# Frederik van Mainz
Fredrik van Mainz (geboren vóór 937 - overleden 25 oktober 954) was van 937 tot 954 aartsbisschop van Mainz.
Zijn afkomst is onbekend. Na de dood van bisschop Hildebert van Mainz in 937 betrad de door Otto I de Grote benoemde Saksische  aartsbisschop Frederik van Mainz voor het eerste de politieke bühne. Tijdens de opstand in 938 van de hertog van de Franken, Everhard III van Franken, tegen Otto I speelde hij een bemiddelende rol. In september 938 bemiddelde hij samen met bisschop Rudhard van Straatsburg opnieuw een vrede tussen Everhard III en Otto I. Aangezien Otto I de voorstellen van de bemiddelaars niet overnam, verplaatste Frederik van Mainz zijn loyaliteit naar diens tegenstanders. Na de slag bij Andernach in oktober 939 moest hij zich echter aan Otto I overgeven. In de jaren veertig van de 10e eeuw verbeterde zijn relatie met Otto. De bisdommen Havelberg en Brandenburg werden onder Mainz geplaatst. In het geschil om de bisschopszetel van Reims tussen Lodewijk en Hugo de Grote overhandigde Frederik als pauselijk legaat een mandaat van Paus Agapitus II. In 951 nam Frederik aan de Italiaanse veldtocht deel. Zijn missie naar de paus samen met de bisschop van Chur, Hartbert,  waarschijnlijk vanwege de kroning van Otto I de Grote tot keizer, mislukte. In 954 onderhandelde hij een vrede (pactum) tussen Otto I de Grote en zijn oudste zoon Liudolf. Frederik maakte zich tegen de belangen van koning Otto I de Grote in, zo sterk voor deze overeenkomst dat hij zich bij de aanhangers van de koning verdacht maakte. Als antwoord op deze beschuldigingen bood Frederik aan om een eed te zweren om zo te bewijzen dat hij nooit vijandig tegenover de koning had gestaan. In 954 verzoenden beide mannen zich op de Rijksdag van Langenzenn. Otto liet Frederik de eed afleggen en aanvaardde de goede bedoelingen die uit deze eedaflegging spraken. 